# 聖克里斯托瓦爾 (玻利瓦爾省)

聖克里斯托瓦爾（西班牙語：San Cristóbal），是哥倫比亞的城鎮，位於該國北部玻利瓦爾省，北面是大西洋省、西面是索普拉維恩托、東面是卡拉馬爾和南面是馬阿特斯，海拔高度8米，2005年人口6,578，人口密度每平方公里11.72人。
9°53′00″N 75°15′00″W / 9.88333°N 75.25°W